# نیلو مورتینیو براگا
نیلو مورتینیو براگا (انگلیسی: Nilo Murtinho Braga؛ ۳ آوریل ۱۹۰۳ – ۷ فوریهٔ ۱۹۷۵) یک بازیکن فوتبال اهل برزیل بود.